# Comuna de Kłodzko
Kłodzko (polaco: Gmina Kłodzko) é uma gminy (comuna) na Polónia, na voivodia de Baixa Silésia e no condado de Kłodzki. A sede do condado é a cidade de Kłodzko.
De acordo com os censos de 2004, a comuna tem 16 928 habitantes, com uma densidade 67,1 hab/km².

## Área
Estende-se por uma área de 252,25 km², incluindo:
- área agricola: 68%
- área florestal: 22%

## Demografia
Dados de 30 de Junho 2004:
|                      | Total   | Total | Mulheres | Mulheres | Homens  | Homens |
| -------------------- | ------- | ----- | -------- | -------- | ------- | ------ |
|                      | pessoas | %     | pessoas  | %        | pessoas | %      |
| População            | 16 928  | 100   | 8623     | 50,9     | 8305    | 49,1   |
| Densidade (pop./km²) | 67,1    | 100   | 34,2     | 34,2     | 32,9    | 32,9   |

De acordo com dados de 2002, o rendimento médio per capita ascendia a 1429,58 zł.

## Comunas vizinhas
- Bardo, Bystrzyca Kłodzka, Kłodzko, Lądek-Zdrój, Nowa Ruda, Polanica-Zdrój, Radków, Stoszowice, Szczytna, Złoty Stok